# بوبي فان دي غراف
بوبي فان دي غراف (بالهولندية: Bobbie van de Graaf)‏ هو مجدف هولندي، ولد في 17 مارس 1944 في ماكليسفيلد في المملكة المتحدة.

## وصلات خارجية
- بوبي فان دي غراف على موقع الاتحاد الدولي للتجديف (الإنجليزية)
- بوبي فان دي غراف على موقع اللجنة الأولمبية الدولية (الإنجليزية)
- بوبي فان دي غراف على موقع أوليمبيديا (الإنجليزية)